# 土塘站

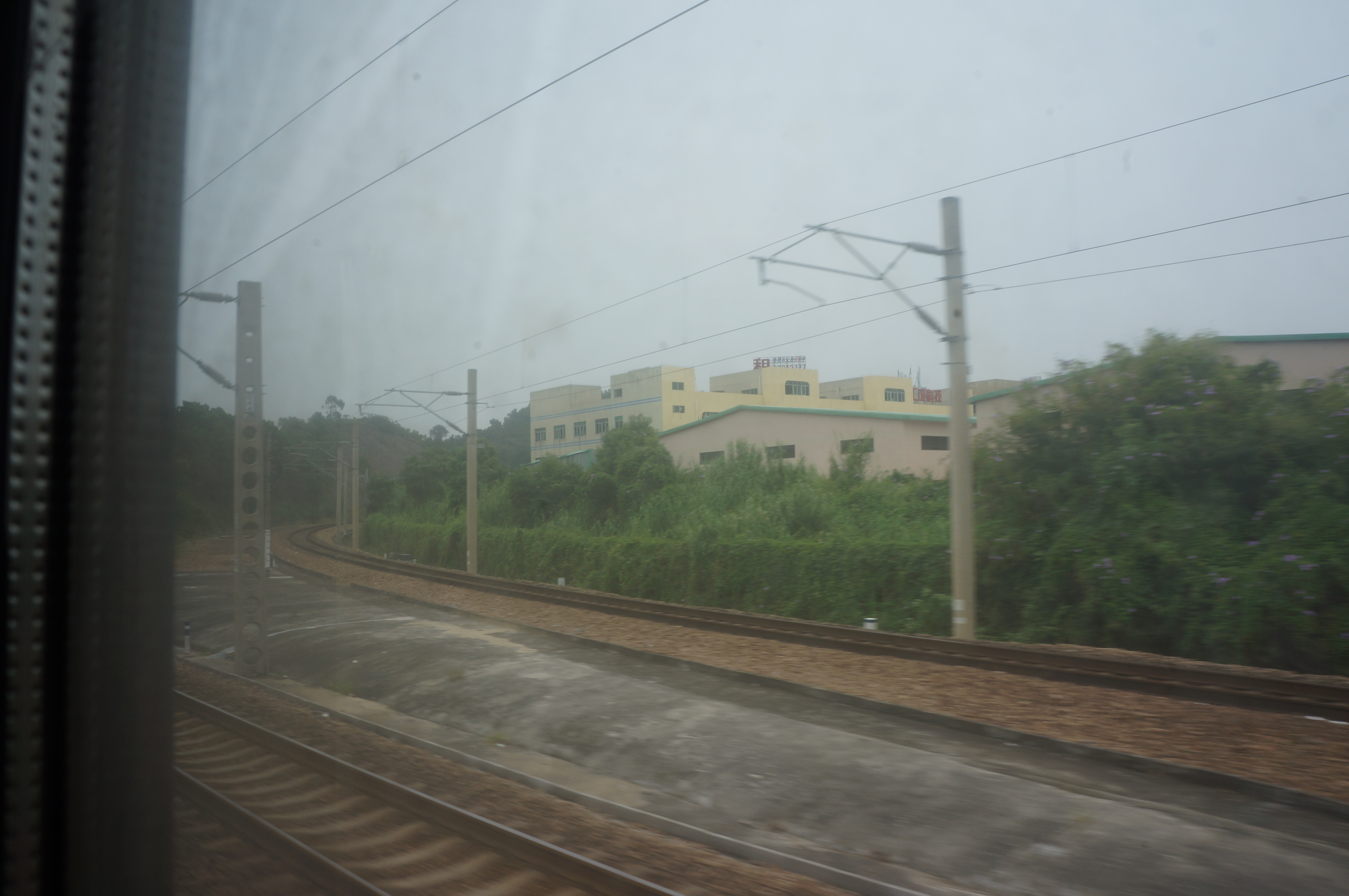
通往東莞東站的聯絡線

土塘站位于中国广东省东莞市常平镇土塘村，是廣深鐵路Ⅲ、Ⅳ线的车站，同时设有联络线通往京九铁路东莞东站。本站现不办理客货运业务，只办理待避和会让作业，由中国铁路广州局集团广州车务段管辖。

## 历史
土塘站于1911年启用，是廣九鐵路华段首批建成开通的车站。1949年7月15日，本站获准撤销；惟1949年后，车站继续作为乘降所使用。
1984年，广深铁路复线建设项目开工，本站由乘降所扩建为会让站，用以提升铁路的运输能力。1996年3月28日，连接本站与常平东站（现东莞东站）的东南联络线开通:117-119；2012年12月19日，随京九铁路广东段电气化工程增建的东莞东至土塘联络线开通:119-121。